# Soyosan (métro de Séoul)
Soyosan (hangeul : 소요산 ; hanja : 逍遙山) est une station de passage de la ligne 1 du métro de Séoul. Elle est située au 2925 Pyeonghwa-ro, quartier angbongam-dong, sur le territoire de la ville de Dongducheon, au nord de Séoul, dans la province de Gyeonggi en Corée du Sud. Elle dessert notamment le site touristique du mont Soyosan (en).
La gare d'origine est ouverte en 1975 sur la ligne Gyeongwon, elle devient la station de métro terminus nord de la ligne 1 en 2006. En 2023 elle devient une station de passage de la ligne 1 établie sur une nouvelle infrastructure en aérien. Elle desservie par les rames qui circulent sur la ligne 1 du métro de Séoul.

## Situation sur le réseau

Plan du réseau (2023)

Établie en aérien Soyosan est une station de passage de la ligne 1 du métro de Séoul : elle est située entre la station Cheongsan, en direction du terminus nord Yeoncheon, et la station Dongducheon en direction, via Guro, du terminus ouest Incheon, ou du terminus sud Sinchang,.

## Histoire

### Gare de la ligne Gyeongwon (1975-2006)
La gare de Soyosan est mise en service le 23 décembre 1975, sur la ligne Gyeongwon, c'est une halte pour les voyageurs sans aménagements. Elle dispose d'un bâtiment en fonction à partir du 21 décembre 1982. Le bâtiment est démoli le 7 mai 2006 dans le cadre du réaménagement de ligne pour un prolongement de ligne 1 du métro de Séoul.

### Station de métro (depuis 2006)
La station Soyosan de la ligne 1 du métro de Séoul, avec un nouveau bâtiment, est mise en service le 15 décembre 2006. Ce prolongement depuis la station Dongducheon une voie unique électrifiée. Néanmoins il a été nécessaire de créer une deuxième voie dans la gare pour les trains de banlieue à traction diesel,..
Le prolongement de la ligne 1 du métro vers le nord est en chantier jusqu'au futur terminus de la station Yeoncheon. Cela implique des modifications de la station, avec augmentation de la hauteur des quais, qui nécessite des aménagements temporaires en fonction de l'avancement des chantiers. A terme la station ne doit plus être desservie par les trains de banlieue.
La nouvelle station de passage Soyosan, établie en aérien, est mise en service le 16 décembre 2023, après les importants travaux de reconstruction de la ligne, à double voie électrifiée, et des stations pour le prolongement de l'exploitation de la ligne du métro jusqu'à la nouvelle station terminus de Yeoncheon,.

## Services aux voyageurs

### Accès et accueil
La station dispose d'un unique accès au 2925 Pyeonghwa-ro. Elle est équipée de deux quais latéraux en surface, une mezzanine permet le passage d'un quai à l'autre.

Installations
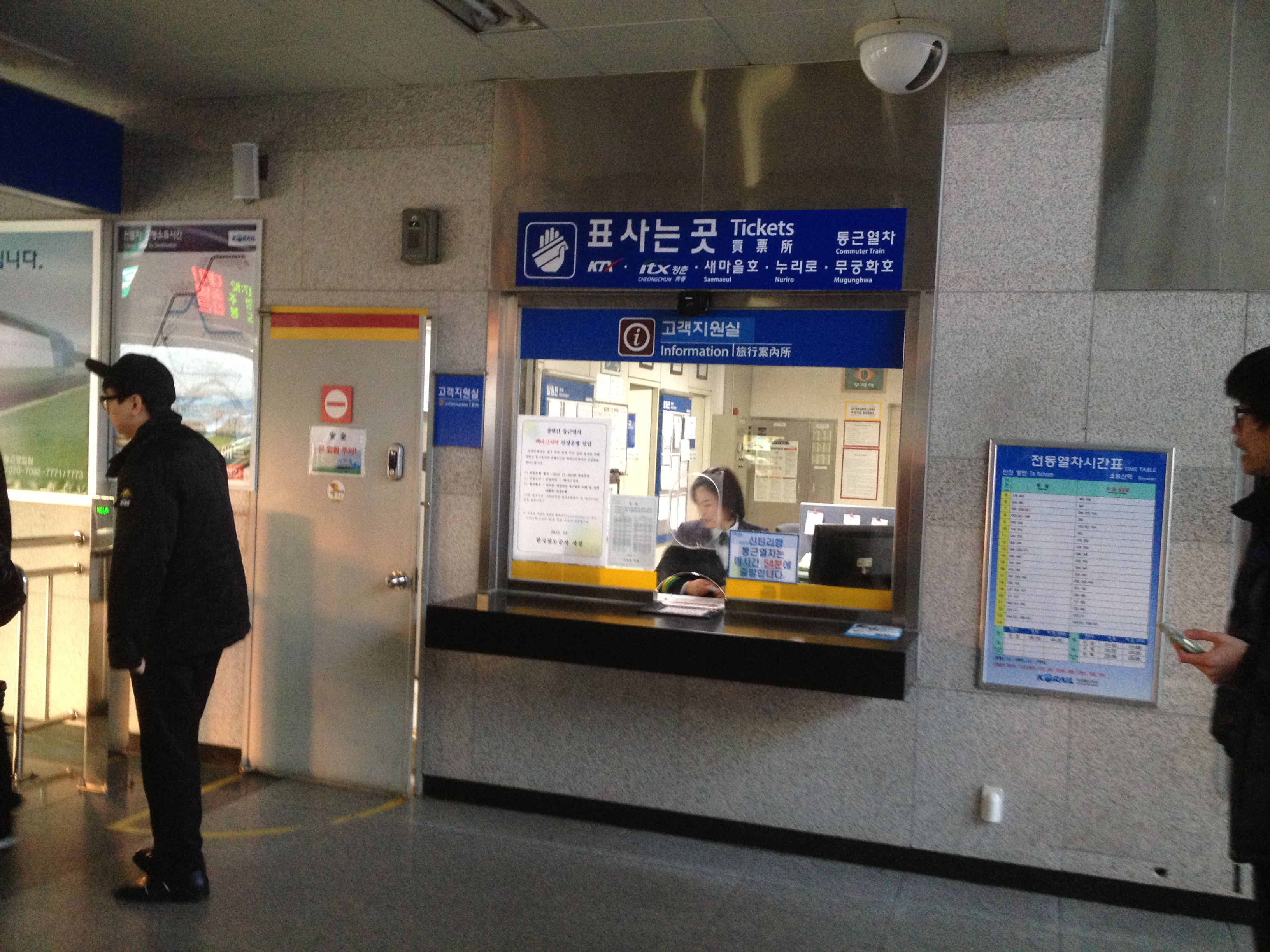
Guichet en 2012.
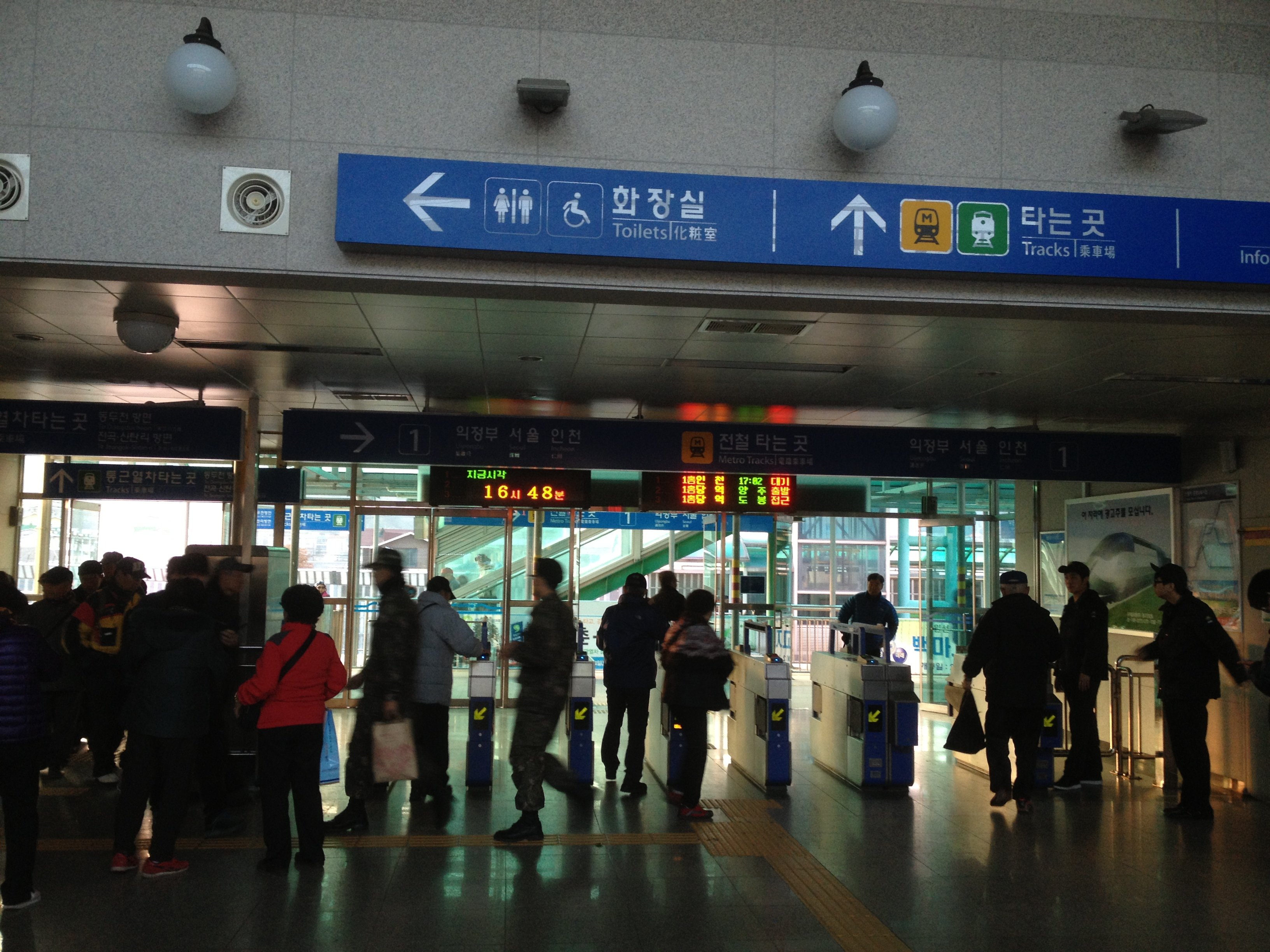
Accès aux quais en 2012.

### Desserte
Soyosan est desservie, sur la voie électrifiée, par les rames des missions omnibus de la ligne 1 entre Dongducheon et Inchéon. Sur la voie non électrifiée, par des trains de banlieue diesel qui desservent la gare de Yeoncheon (service qui peut être remplacé par des bus en fonction de l'avancement des travaux du prolongement de l'électrification pour le service ligne 1).

Installations
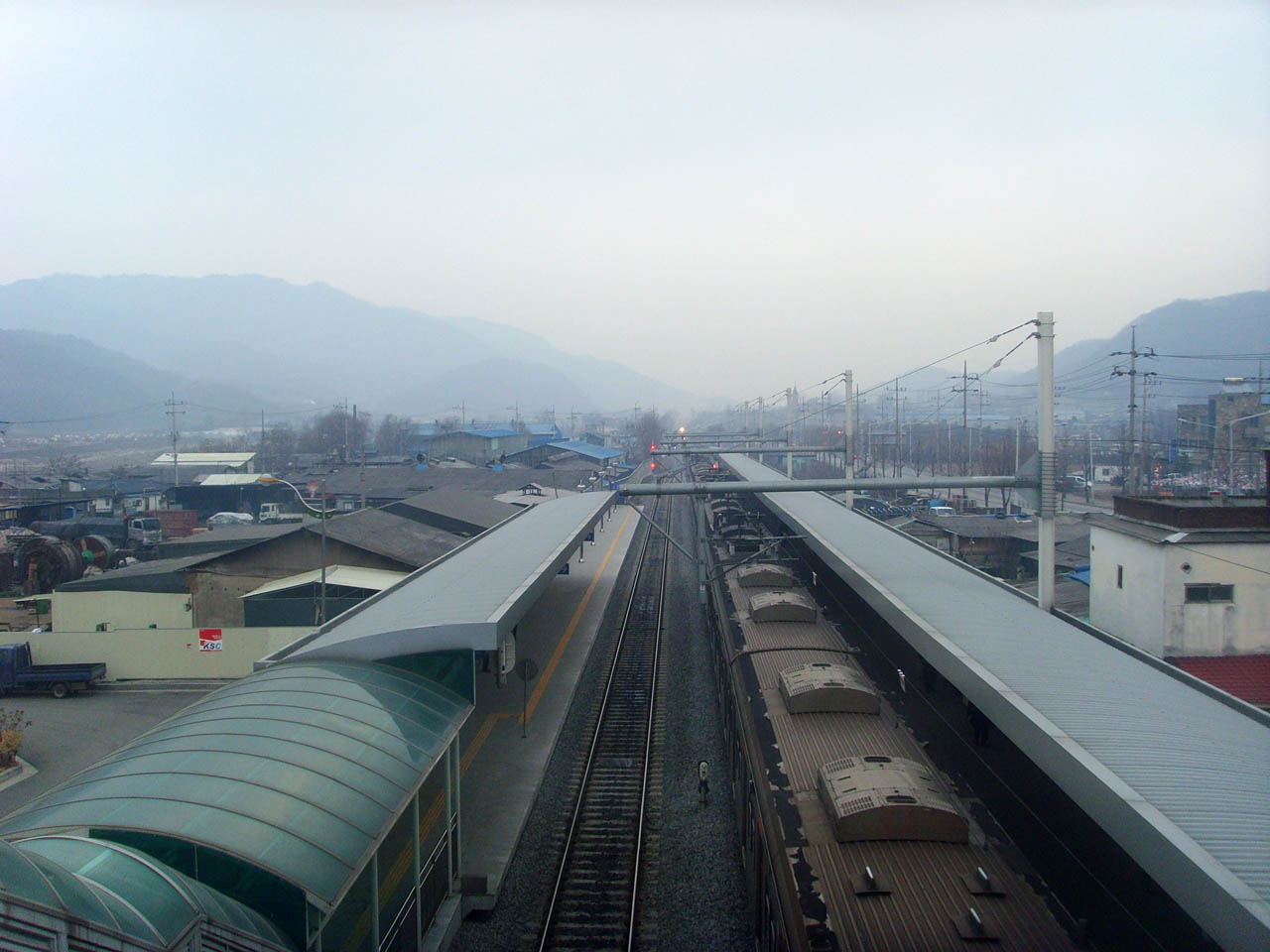
En 2007.
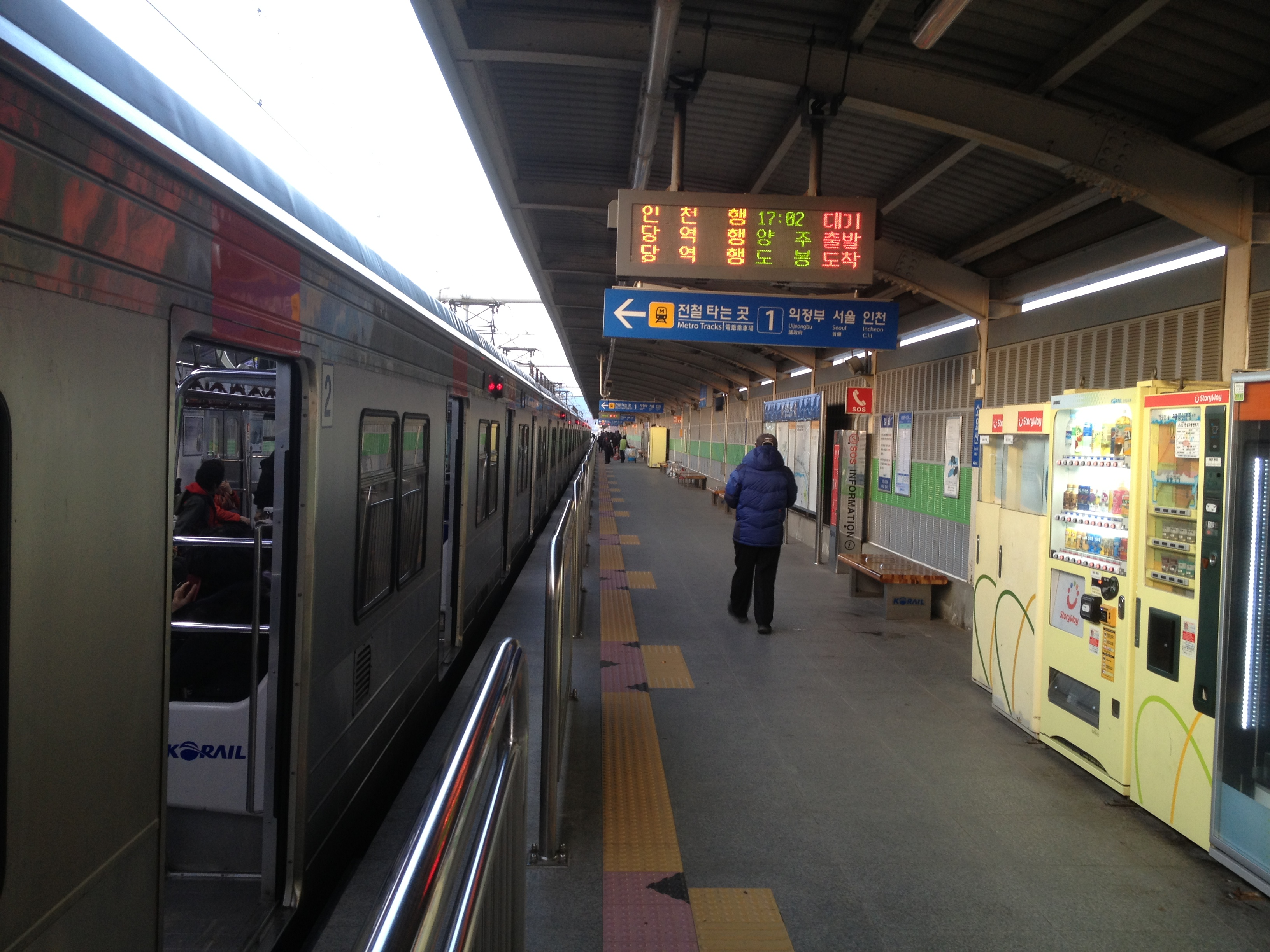
Quai ligne 1, en 2012.
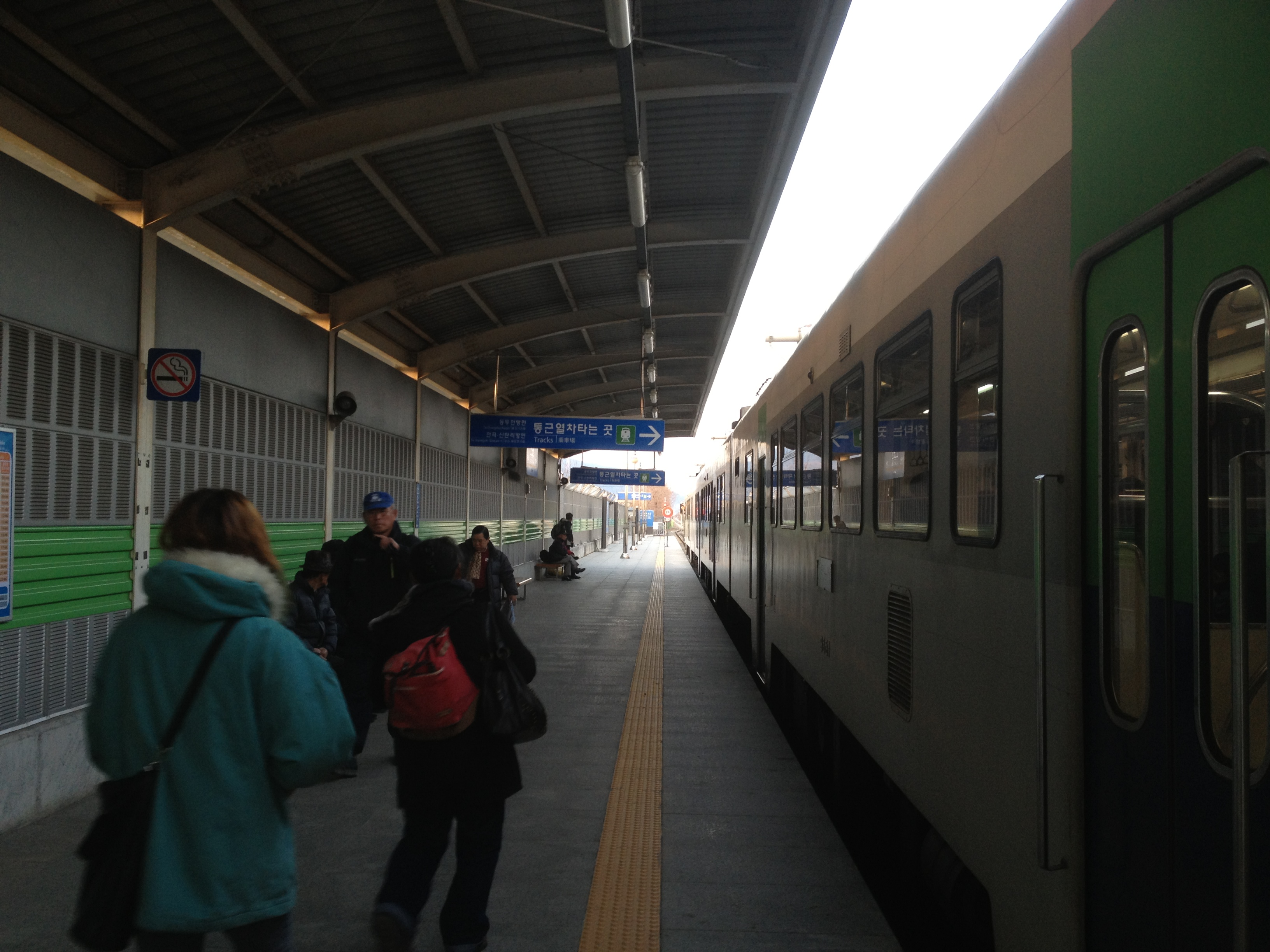
Quai train régulier, en 2012.

### Intermodalité
Des accroches vélos sont disponibles et des arrêts de bus sont desservis par de nombreuses lignes.

## À proximité
La station dessert le site touristique de Soyosan avec le mont Soyosan lieu de randonnée et site historique avec notamment un musée et différent sites liés à des personnages ayant fréquenté ce mont et son hermitage.